# Завоня (Нижньосілезьке воєводство)
Заво́ня (пол. Zawonia, нім. Schawoine) — село в Польщі, у гміні Завоня Тшебницького повіту Нижньосілезького воєводства.
Населення — 1174 особи (2011).
У 1975—1998 роках село належало до Вроцлавського воєводства.

## Демографія
Демографічна структура станом на 31 березня 2011 року:
|          | Загалом | Допрацездатний вік | Працездатний вік | Постпрацездатний вік |
| -------- | ------- | ------------------ | ---------------- | -------------------- |
| Чоловіки | 585     | 133                | 420              | 32                   |
| Жінки    | 589     | 112                | 380              | 97                   |
| Разом    | 1174    | 245                | 800              | 129                  |